# (3940) Larion
(3940) Larion es un asteroide que forma parte del cinturón interior de asteroides y fue descubierto el 27 de marzo de 1973 por Liudmila Vasílievna Zhuravliova desde el Observatorio Astrofísico de Crimea, en Naúchni.

## Designación y nombre
Larion fue designado al principio como 1973 FE1.
Más tarde, en 1993, se nombró en honor de la actriz rusa Larisa Golubkina.

## Características orbitales
Larion está situado a una distancia media del Sol de 1,988 ua, pudiendo acercarse hasta 1,876 ua y alejarse hasta 2,101 ua. Su inclinación orbital es 22,83 grados y la excentricidad 0,05654. Emplea en completar una órbita alrededor del Sol 1024 días.
Larion pertenece al grupo asteroidal de Hungaria.

## Características físicas
La magnitud absoluta de Larion es 12,7 y el periodo de rotación de 84 horas.